# Dorothea Jaburek
Dorothea Jaburek (* 1979 in Linz) ist eine österreichische Jazzmusikerin (Gesang, Komposition, Liedtexte).

## Leben und Wirken
Jaburek wuchs in einer Musikerfamilie auf; ihre Mutter ist Organistin, der Bruder Gerd Jaburek Opernsänger. Von Kind auf begeistert von amerikanischen Musikfilmen erhielt sie klassischen Unterricht auf der Geige. Sie begann ein Romanistikstudium an der Universität Wien, sang aber zunehmend im Vokalquintett 4She. 2004 entschied sie sich dafür, Jazzgesang an der Kunstuniversität Graz zu studieren; 2009 absolvierte sie ihr Studium bei Dena DeRose. 2008 nahm sie (als einzige Österreicherin) an der Shure Montreux Jazz Competition beim Montreux Jazz Festival teil.
Jaburek trat seit 2010 international mit der Band Prague-Vienna Connection um František Uhlíř und Julia Siedl auf. Weiterhin sang sie in unterschiedlichen Formationen bei Berndt Luef, aber auch mit Annette Giesriegl und Veryan Weston. In Wien und beim Styraburg Festival Steyr trat sie im Duo mit Pianist Michael Kahr auf. 2014 erschien mit Mei eigne Wöd ihr Debütalbum unter eigenem Namen, gefolgt 2017 von Thank You Vienna bei Alessa Records. Sie arbeitete auch mit Richard Oesterreicher.

## Diskografie
- Berndt Luef & Dorothea Jaburek: City Walkers (FoSta 99011; 2007)
- Veryan Weston / Leo Svirsky / The Vociferous Choir: Different Tesselations (Emanem, 2011)
- Berndt Luef Quartett: Between the Walls (Groove 14020; 2014)
- Mei eigne Wöd (Firmamendt Records, 2014)
- Berndt Luef & Jazztett Forum Graz: Reflections (TTP 170.415; 2015)
- Thank You Vienna (Alessa Records 1062; 2017, mit Ilse Riedler, Michael Kahr, Marco Antonio da Costa, Milan Nikolic, Vladimir Kostadinovic)